# ميل هينك
ميل هينك (بالإنجليزية: Mel Henke)‏ هو موسيقي وعازف بيانو أمريكي، ولد في 4 أغسطس 1915 في شيكاغو في الولايات المتحدة، وتوفي في 1 أبريل 1979 في كاليفورنيا في الولايات المتحدة.

## وصلات خارجية
- ميل هينك على موقع ميوزك برينز (الإنجليزية)
- ميل هينك على موقع أول ميوزيك (الإنجليزية)
- ميل هينك على موقع ديسكوغز (الإنجليزية)